# Gampola
Gampola è una città dello Sri Lanka, situata nella Provincia Centrale.